# Francesco Ingoli
Francesco Ingoli (Ravena, 21 de novembro de 1578 – Roma, 24 de abril de 1649) foi um sacerdote, advogado e professor de direito civil e canônico italiano.

## Vida e formação
Nascido em Ravena, Itália, Ingoli aprendeu diversas línguas, incluindo árabe, e graduou-se em direito civil e canônico na Universidade de Pádua em 1601, entrou na ordem dos Teatinos e estudou astronomia, escrevendo um ensaio sobre estrelas em 1604 e outro sobre cometas em 1607. Em 1606 entrou no serviço do cardeal Bonifazio Caetani (1567-1617), que era legado papal em romanha, acompanhando para Roma quando o cardeal foi indicado para a Congregação do Index. Em Roma frequentou a Accademia dei Lincei, fundada por Federico Cesi. Quando Caetani morreu em 1617 entrou no serviço do cardeal Orazio Lancellotti.

## Disputa com Galileu
Seu nome está particularmente ligado à controvérsia sobre o heliocentrismo (sistema copernicano). Ele usou uma combinação de argumentos teológicos e científicos para apoiar a teoria astronômica de Tycho Brahe (sistema Tychonico) sobre a de Nicolau Copérnico. Galileu Galilei foi um dos que discordaram dele sobre este assunto. Ingoli enviou a Galileu uma carta em janeiro de 1616, listando dezoito objeções científicas e quatro teológicas ao copernicanismo, mas sugeriu que Galileu respondesse principalmente as científicas. Segundo Maurice Finocchiaro, Ingoli provavelmente havia sido contratado pela Inquisição para escrever uma opinião de especialista sobre a controvérsia, e esta carta forneceu a "principal base direta" para as ações da Inquisição contra o sistema copernicano em fevereiro e março de 1616. É provável que Ingoli tenha escrito sua carta em janeiro de 1616; em março, a Congregação para a Doutrina da Fé emitiu seu decreto contra o copernicanismo e, em 10 de maio, Ingoli foi nomeado consultor da Congregação. Uma tradução completa em inglês do ensaio de Ingoli para Galileu foi publicada em 2015.
As dezoito objeções científicas listadas por Ingoli foram:
1. Uma discussão sobre a paralaxe do sol e da lua
2. Um argumento da De sphaera mundi de João de Sacrobosco sobre as aparências das estrelas não mudarem como mudariam se a Terra se movesse
3. Um argumento de Ptolomeu sobre a Terra estar no centro do universo, porque um observador sempre vê metade da esfera celeste
4. Um argumento de Tycho Brahe de que as excentricidades de Vênus e Marte eram diferentes do que Copérnico assumiu
5. Um argumento sobre as densidades relativas da Terra e do Sol
6. Um argumento baseado no comportamento de pedaços de material em turbilhão como em uma peneira, onde os mais pesados se acumulam no centro
7. Um argumento de Tycho Brahe sobre o comportamento de corpos em queda
8. Um argumento de Tycho Brahe sobre o vôo de balas de canhão disparado para leste ou oeste
9. Um argumento de Tycho Brahe sobre a posição das estrelas sendo alteradas se a Terra se mover
10. Um argumento de Tycho Brahe sobre as posições do pólo celeste sendo alteradas se a Terra se mover
11. Um argumento de Tycho Brahe sobre a duração do dia sendo alterada se a Terra se mover
12. Um argumento de Tycho Brahe sobre os movimentos dos cometas quando opostos ao Sol no céu, não comportando o movimento da Terra
13. Um argumento de Tycho Brahe de que o suposto "terceiro movimento" da Terra no sistema copernicano (os dois primeiros são a rotação diária da Terra e a órbita anual) - aquele pelo qual o eixo da Terra mantém a mesma orientação no espaço, paralela a si mesma todo o tempo, para que seja sempre apontada para a Estrela do Norte - não é necessária se a Terra se mover (atualmente entendemos que um corpo em rotação naturalmente mantém sua orientação no espaço giroscopicamente, mas na época isso era considerado um terceiro movimento real)
14. Um argumento de Tycho Brahe de que o suposto "terceiro movimento" da Terra no sistema copernicano não é possível
15. Um argumento de Tycho Brahe de que o "terceiro movimento" da Terra, em combinação com os outros movimentos, é muito complexo
16. Um argumento de Tycho Brahe e outros de que corpos pesados são menos aptos a se movimentar e, como a Terra é o mais pesado de todos os corpos conhecidos, ela não deve se mover
17. Um argumento de que os corpos têm movimentos naturais únicos
18. Um argumento que Copérnico atribui movimento a todos os objetos brilhantes, exceto o Sol, mas que ele deixa o Sol brilhante imóvel e faz a Terra escura se mover

As quatro objeções teológicas listadas por Ingoli foram:
1. Um argumento baseado na linguagem do primeiro capítulo de Gênesis, descrevendo o céu como uma tenda e o Sol e a Lua sendo luzes nele
2. Um argumento de Roberto Belarmino sobre a localização do inferno no centro ou no ponto mais baixo da Terra e do universo
3. Um argumento baseado no décimo capítulo de Josué, onde o Sol é citado como temporariamente parado
4. Um argumento de Bellarmino baseado em uma certa oração que faz referência a uma Terra estacionária

Galileu não respondeu imediatamente à carta de Ingoli; de fato, ele o fez somente depois de oito anos, em um ensaio que é essencialmente um primeiro rascunho de seu grande tratado Diálogo sobre os Dois Principais Sistemas do Mundo. No entanto, Johannes Kepler leu a carta de Ingoli e publicou uma resposta em 1618; Ingoli foi fundamental para colocar o Epitome Astronomiae Copernicanae de Kepler no Index em fevereiro de 1618. A Congregação também encarregou Ingoli da tarefa de corrigir o trabalho de Copérnico, de modo a remover as partes que a Igreja agora considerava inaceitáveis. Em 2 de abril de 1618 ele apresentou suas revisões, as quais foram aceitas.
Ingoli morreu em Roma em 24 de abril de 1649. Foi enterrado em uma sepultura comum dos Teatinos na igreja de Sant'Andrea della Valle.